# 1904 no cinema

## Eventos
- Foi inaugurado o Salão Ideal, a primeira sala de cinema da cidade de Lisboa.

## Nascimentos

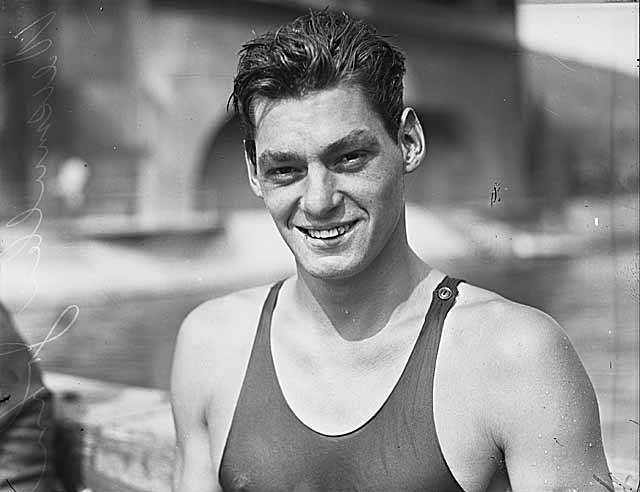
Johnny Weissmuller, um dos mais famosos interpretes do personagem Tarzan

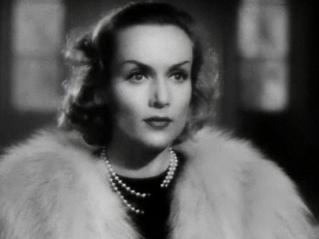
Carole Lombard, atriz estadunidense, em cena de Fools for Scandal (1938)

| Data            | Nome               | Profissão                         | Nacionalidade                | Observações | Ref |
| --------------- | ------------------ | --------------------------------- | ---------------------------- | ----------- | --- |
| 18 de janeiro   | Cary Grant         | ator                              | Reino Unido / Estados Unidos | m. 1986     |     |
| 10 de fevereiro | John Farrow        | realizador                        | Austrália                    | m. 1963     |     |
| 23 de fevereiro | Terence Fisher     | realizador                        | Reino Unido                  | m. 1980     |     |
| 14 de abril     | John Gielgud       | ator e diretor                    | Reino Unido                  | m. 2000     |     |
| 17 de maio      | Jean Gabin         | ator                              | França                       | m. 1976     |     |
| 21 de maio      | Robert Montgomery  | ator e diretor                    | Estados Unidos               | m. 1981     |     |
| 2 de junho      | Johnny Weissmuller | ator                              | Estados Unidos               | m. 1984     |     |
| 17 de junho     | Ralph Bellamy      | ator                              | Estados Unidos               | m. 1991     |     |
| 26 de junho     | Peter Lorre        | ator                              | Áustria-Hungria              | m. 1964     |     |
| 4 de setembro   | Christian-Jacque   | realizador                        | França                       | m. 1994     |     |
| 8 de setembro   | R. G. Springsteen  | diretor de cinema e TV            | Estados Unidos               | m. 1989     |     |
| 29 de setembro  | Greer Garson       | atriz                             | Reino Unido                  | m. 1996     |     |
| 6 de outubro    | Carole Lombard     | atriz                             | Estados Unidos               | m. 1942     |     |
| 14 de novembro  | Dick Powell        | cantor, ator e produtor           | Estados Unidos               | m. 1963     |     |
| 16 de novembro  | Armando de Miranda | jornalista e cineasta             | Portugal                     | m. 1971     |     |
| 18 de dezembro  | George Stevens     | realizador, produtor e roteirista | Estados Unidos               | m. 1975     |     |

## Mortes
| Data       | Nome                | Profissão                                                     | Nacionalidade | Observações | Ref |
| ---------- | ------------------- | ------------------------------------------------------------- | ------------- | ----------- | --- |
| 21 de maio | Étienne-Jules Marey | inventor e cronofotógrafo, pioneiro da fotografia e do cinema | França        | n. 1830     |     |